# 異域之鬼
『異域之鬼』（いいきのき）は、由貴香織里による日本の漫画作品。『ARIA』（講談社）にて2010年9月号（創刊号）から2013年5月号まで連載された。単行本は全6巻。デビュー以来、『花とゆめ』など白泉社の漫画雑誌で作品を発表し続けてきた由貴にとって初となる他社での作品である。

## あらすじ
西洋文化に彩られ始めた時代。帝都東京でおきた大震災から2週間後に奇跡的に救出された孤児のソラトは、神近男爵家に使用人として引き取られることになった。世間の噂に違わず、鬼のごとき男爵に恐怖心を抱いたソラトだったが、男爵家の跡継ぎ・我藍（がらん）とその許嫁・清ら（きよら）の3人で、身分の垣根を超えた友情を誓い合う。しかし、永遠の命と最高の権力を欲した神近男爵が、野望を叶えるために発動した「ワルプルギスの夜」を境に全てが悪夢へと変わる。

## 登場人物

### 主要人物
木城 ソラト（きしろ ソラト）
本作の主人公。震災発生から2週間経った日に奇跡的に救出され、神近男爵家に使用人として引き取られる。救出された時、手枷と足枷を嵌められ、顔には鬼の面を被せられ、諸刃の短刀を懐に入れていた。右手の平に奇妙な痣がある。この痣はノヱラ曰く『鬼の印で闇の王の印』らしい。ノヱラに初対面で「鬼、異域の子ども」と言われた。太陽の印「タウ」｡「サメク」の他に「レシュ」､「ヴァウ」の『印』を持った仲間がいる（榊曰く）。
「ワルプルギスの夜」発動後に右手の封印が解け、父親を庇って重傷を負った我藍を誤って殺してしまう。我藍と清らの仇を討つために現代に逃げ込んでからは(跡取りがいなくなった為)実質没落した神近家の屋敷と財産を受け継ぎ､「神近ソラト」を名乗る。
神近 我藍（かみちか がらん）
神近男爵家の跡継ぎ。家の下敷きになっていたソラトを見つけ出し、父に引き取るよう懇願した。清らと同じでかなりの鈍感で、小百合が自分のことを好きなことさえソラトに言われるまで気付かなかった。
想い人で婚約者の清らが自分でなくソラトを好きなこと、ソラトが自分との武道の稽古でわざと負けていたことを知って深く傷つき、逃げ込んだ先でレイスと出会い、行きずりから関係を持った事で乃々羽を授かった。その後ソラトへの誤解を引きずったまま死亡。現代では「エツロウ」という名で芸能プロダクションの社長となり、自らが第3の「ワルプルギスの夜」を発動させて清らを蘇らせ、ソラトへの復讐を目論む。
神近 清ら（かみちか きよら）
我藍の許嫁。神近家のしきたりに則り、長男の嫁として育てられるために巫女の家系から神近家の養女になった。大食いな上にマイペースで鈍感、他人とズレている。アンパンとプリンアラモードが好物。ソラトに恋心を抱いているが、彼にはあまり相手にされていないことを知り傷つく。陰の巫女。ノヱラのために神近男爵にさまざまな女性を殺させられていた。
レイス
外見は異国の売春婦・レイス、中身は「ワルプルギスの夜」のために神近男爵によって召喚された地獄の公爵・メフィストフェレス。表上は神近男爵の愛人を名乗っている。身体の持ち主はもう死んでいるのにもかかわらず我藍の子供が出来た。後に指輪を手に入れたソラトと契約するが、裏では契約破棄のために反抗を繰り返す。当初娘の乃々羽に対しては無関心だったが、彼女の無邪気さに触れ後に愛情を抱き始める。
乃々羽（ののは）
我藍とレイスの子供。レイスが死んでいるので魂を持っていない。ソラトがノヱラの体に残っていた魂をいれたが、同時に我藍が清らの魂を入れようとしたため、どちらの魂が封じられているのかは不明。記憶もなく感情の理解も出来ない。頭に小さな2本の角があるためいつも帽子をかぶっている。ソラトと現代に逃げる際、時空の力に耐えきれるように6、7歳の姿に成長した。魂がないため、現代に降臨せんとする悪魔達の『仮の器』としてその身を狙われている。純粋で真っ直ぐな性格であり、ソラトやレイスの心に変化をもたらしていた。

### 帝都編からの登場人物
神近 久彌（かみちか ひさや）
我藍の父親。製薬会社の社長。震災の混乱に乗じて財を成し、男爵家を復興させたため、非情な鬼男爵と評され、一年中曼珠沙華が咲く屋敷は「血華邸（ちばなてい）」の異名を持つ。息子の我藍はもちろん、ソラトや清らにはあまりいい感情を持たれていなかった。左眼に眼帯をしている。永遠の命と地位、そして必要だったとはいえ自らの手で殺してしまった妹・ノヱラを蘇らせる事を欲する。そのために地獄から魔物を召喚したが1度目は失敗。2度目のために『聖なる巫女』である異母妹ノヱラの魂を呼び寄せ､『獣の指輪』を使って地獄からメフィストフェレスを召喚しレイスに封じこめた。
一条 小百合（いちじょう さゆり）
伯爵家令嬢。成金の神近家を良く思っておらず、清らにも冷たく当たるが、鈍感で他人とズレている清らにはその真意が伝わらない｡「ワルプルギスの夜」に清らに足を切断されて死んだ。我藍のことが好き。
ノヱラ
神近家の指籠（座敷牢）にいる少女｡「ワルプルギスの夜」のために聖なる巫女として隔離されていた。目が見えず足も動かないが、ソラトの『印』は見えている｡「ワルプルギスの夜」に清らの体に魂が乗り移った。ソラトのことが好き。その正体は、先代当主(久彌の父親)が異国から連れ帰ったとされる女に生ませた娘で、神近男爵の異母妹。当人は数十年前に彼の手で殺されている。
榊（さかき）
神近家の書生。気配を感じさせない。神秘密教学の権威だったおじが神近の野望「ワルプルギスの夜」を阻止するために自殺し、その代わりにと雇われた。その正体は悪魔研究をしている西洋の教会系教団「叡智の蛇教団」のスパイにして「サメク」｡「ワルプルギスの夜」にノヱラの指籠にきたソラトを助け、彼と乃々羽の逃亡を助けた。その後レイスを封印する際彼に殺される｡

### 現代編からの登場人物
中ノ陽十愛（なかのひ とあ）
巷で有名な人気アイドル。高飛車だが努力を惜しまず卑怯なことが大嫌い。エツロウに想いを寄せる。実は小百合の生まれ変わり。

## 書誌情報
- 由貴香織里 『異域之鬼』 講談社〈ARIAコミックス〉 全6巻
  1. 2011年3月7日発売、ISBN 978-4-06-380502-4
  2. 2011年7月7日発売、ISBN 978-4-06-380520-8
  3. 2011年12月7日発売、ISBN 978-4-06-380550-5
  4. 2012年6月7日発売、ISBN 978-4-06-380572-7
  5. 2012年12月7日発売、ISBN 978-4-06-380603-8
  6. 2013年5月7日発売、ISBN 978-4-06-380627-4